# 金鸡山 (北仑区)
29°57′26.479″N 121°43′54.561″E / 29.95735528°N 121.73182250°E

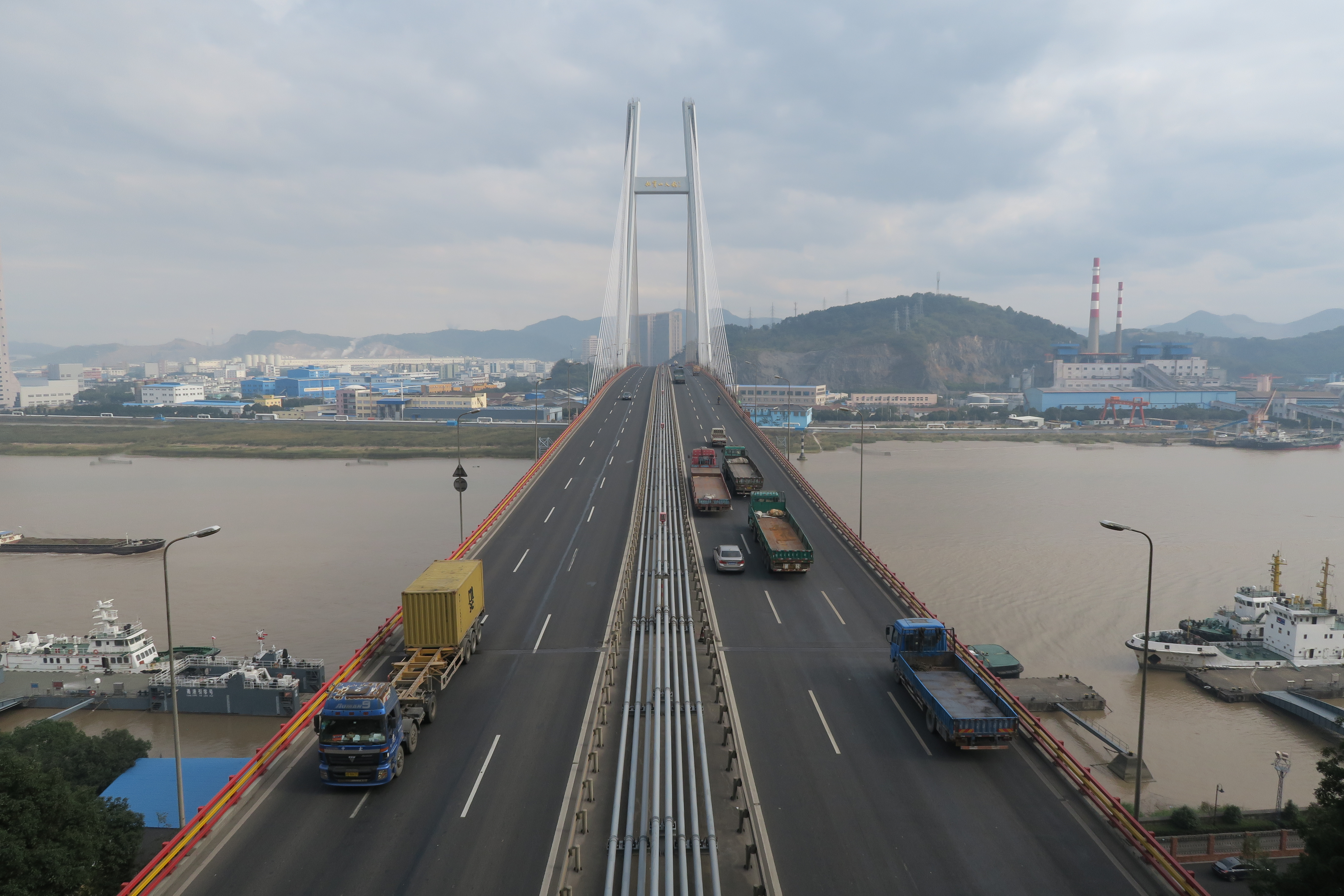
招宝山大桥，对岸即为金鸡山

金鸡山是浙江省宁波市北仑区境内的一座山峰，位于戚家山街道境内，因形如鸡而得名。山高101.4米，与甬江对岸的招宝山隔江相望并有招宝山大桥相连。金鸡山旧有“天设雄关”之称，从明代开始设炮台:152-153。1841年第一次鸦片战争镇海之战时，狼山镇总兵谢朝恩曾驻守金鸡山与英军作战，后中炮坠海身亡:2029。中法战争镇海之战时，提督欧阳利见曾在此督师御敌。山上今存清光绪年间的平远炮台遗址和金鸡山瞭台一座，东北麓有靖远炮台，均为全国重点文物保护单位镇海口海防遗址的组成部分。山上另有清代营房隧道遗址。

## 图片

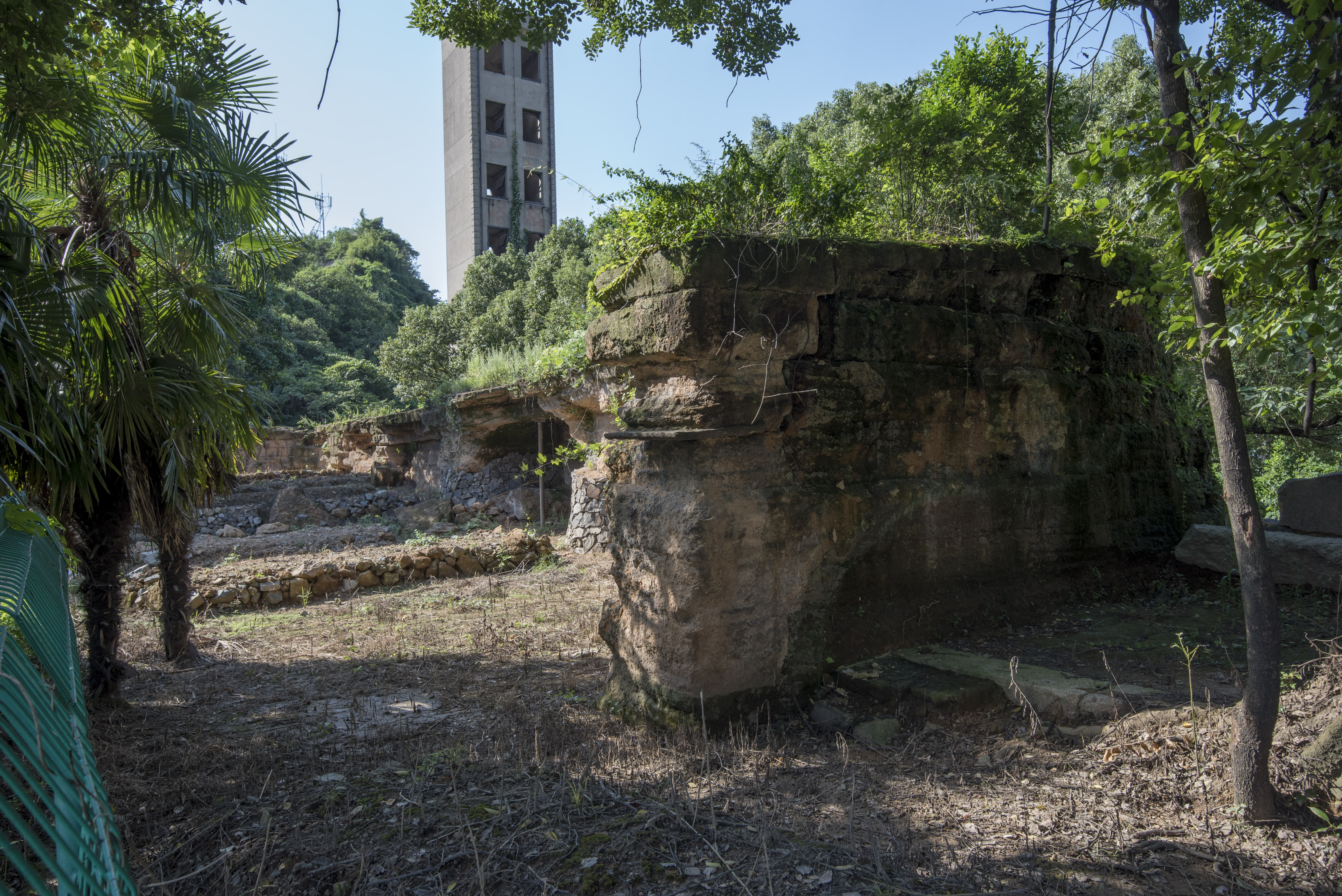
靖远炮台遗址
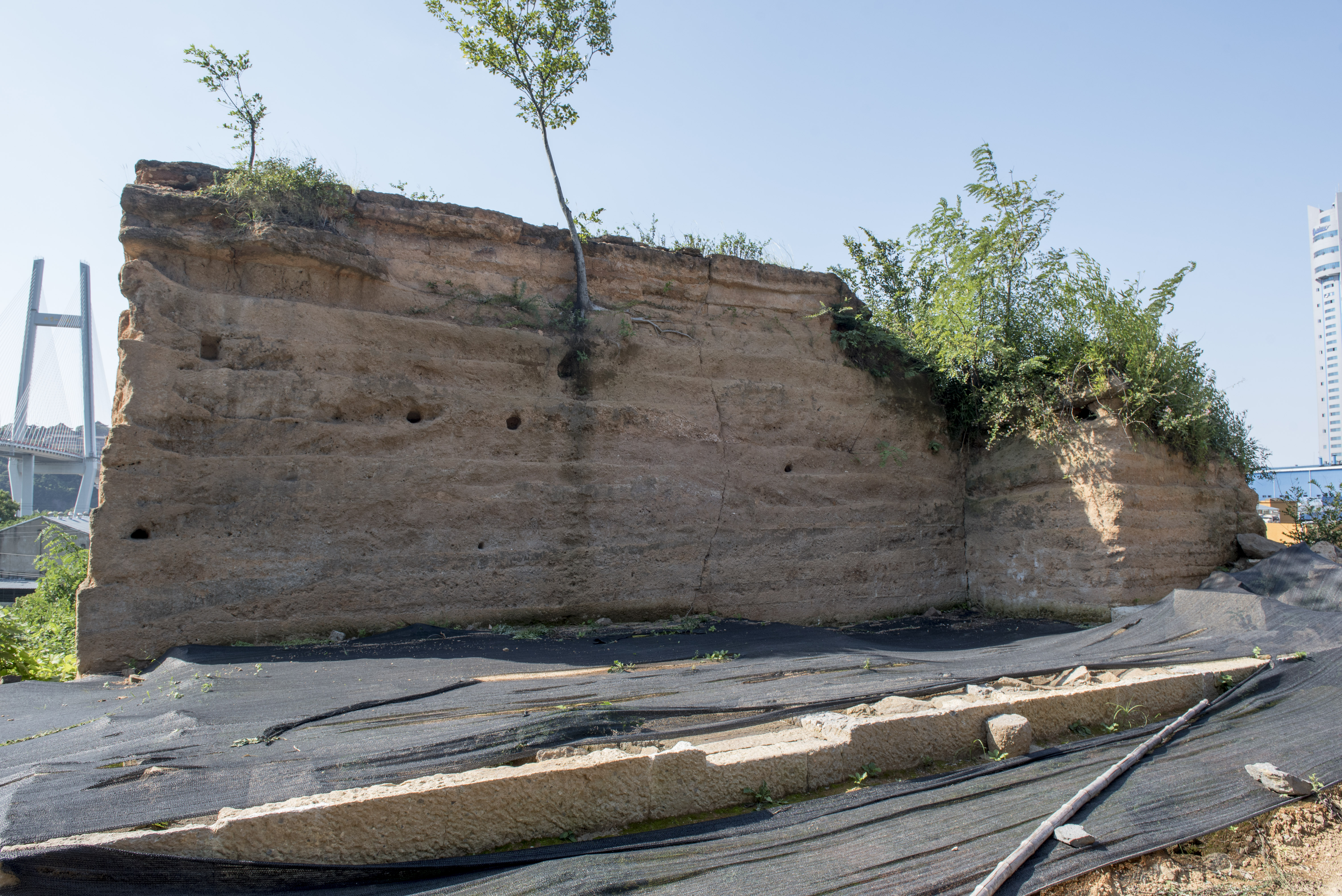
平远炮台遗址
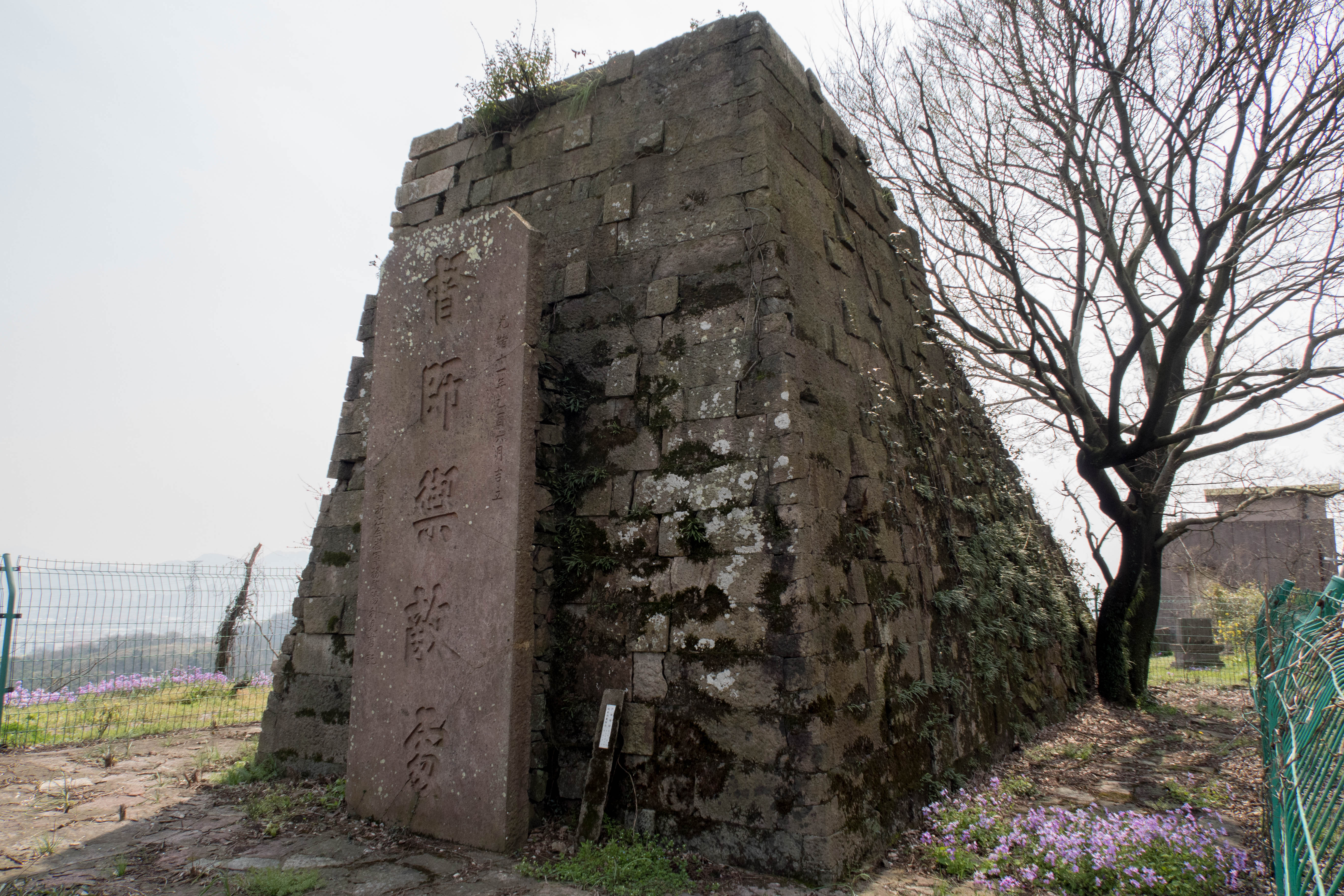
金鸡山瞭台和“督师御敌处”碑
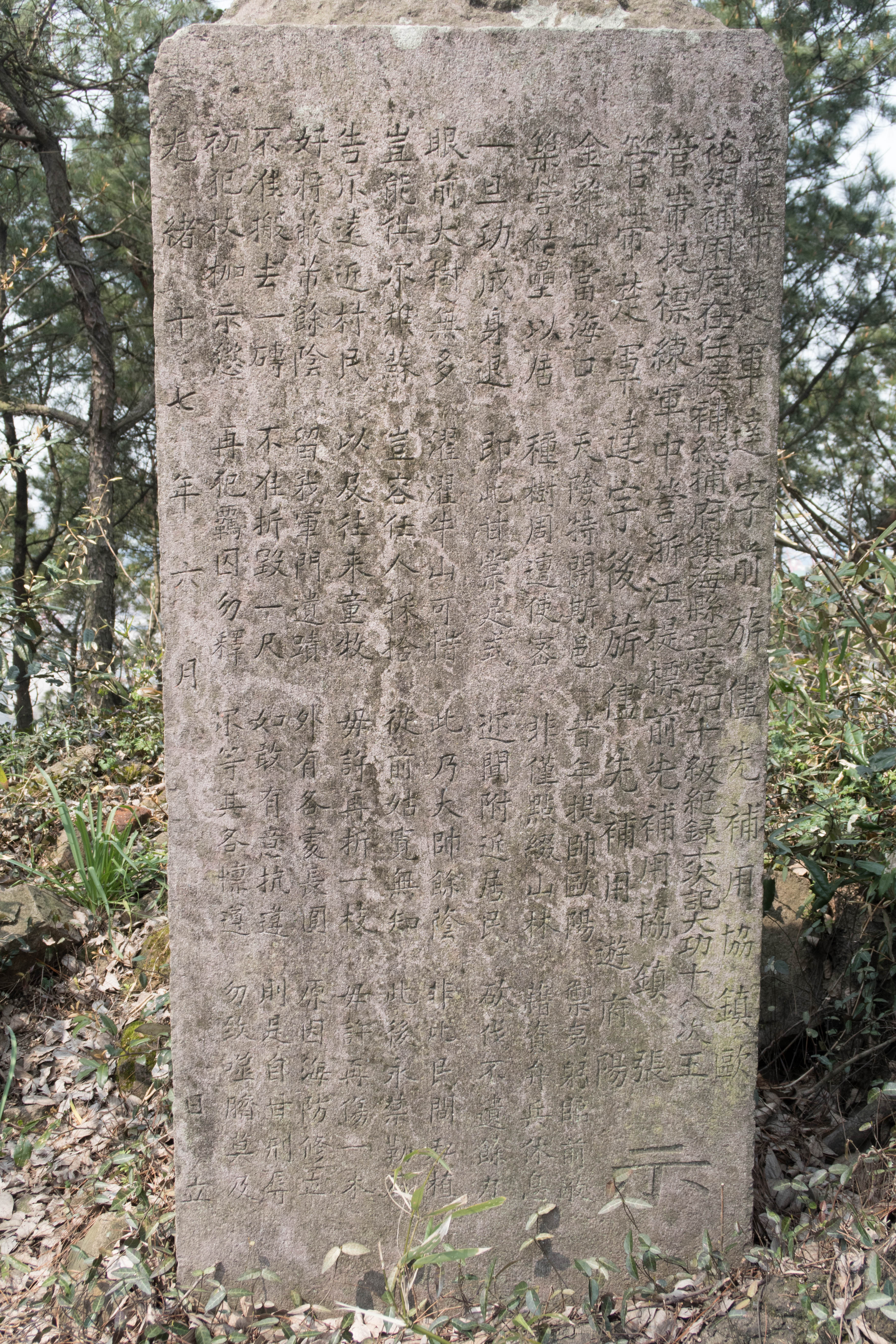
保护军门遗迹碑